# Barbarians (sèrie de televisió)
Barbarians (títol original alemany, Barbaren) és una sèrie de televisió alemanya del 2020, creada per Andreas Heckmann, Arne Nolting i Jan Martin Scharf, produïda i distribuïda per Netflix. La sèrie és un relat fictici dels esdeveniments durant l'ocupació de Germània per l'imperi Romà, i la posterior rebel·lió de les tribus germàniques comandades per Armini.

## Argument
La història té lloc durant l'ocupació romana de la Germània (una zona entre els rius Rin i Elba) a la darreria de l'any 9 dC. Els romans havien ocupat la regió durant vint anys, i les tribus germàniques estan oprimides per la fortalesa de l'imperi i els impostos. Els intents de formar una resistència germànica unificada es veuen obstaculitzats per petites baralles entre els diferents cabdills i les aspiracions egoistes de certs individus que desitgen la pau amb Roma.
El governador romà Publi Quinctilius Varus confia en el jove cavaller romà Armini, fill del cap germànic Segimer, donat com a ostatge a Roma i educat per ell mateix com a pare adoptiu, per ajudar-lo a governar a la nova província de Germània. Però en veure les atrocitats infligides pels soldats romans al seu antic poble, es converteix en el nou cap de la tribu dels queruscs, i encén una rebel·lió unint les tribus amb l'ajuda de Thusnelda (filla de Segestes) i Folkwin Wolfspeer, els seus dos millors amics durant la infància. Aquests esdeveniments acaben culminant l'11 de setembre de l'any 9 dC en una emboscada massiva de tres legions romanes (uns 15.000 homes) a la batalla del bosc de Teutoburg, on els pobles germànics surteb victoriosos. Davant d'una derrota humiliant i commocionat per la traïció del seu fill adoptiu, Varus se suïcida.

## Curiositats
Els actors que representen les tribus germàniques parlen en alemany modern, però aquest drama històric destaca com una de les úniques sèries d'aquest tipus en què el diàleg dels romans és en llatí clàssic.
Un anacronisme és que alguns personatges porten estreps als cavalls. No obstant això, en aquella època no se'n utilitzaven. Els gots, per exemple, els van utilitzar contra els romans amb gran efecte, uns 300-400 anys després del moment històric en que se situa aquesta sèrie.
Netflix anunciava la sèrie a la ciutat alemanya de Bielefeld amb el text "Ningú conquereix el bosc de Teutoburg". Aquesta és una al·lusió als càntics dels aficionats del DSC Arminia Bielefeld, ja que Arminus és l'homònim del club de futbol.

## Repartiment
- Laurence Rupp	com a Armini, fill adoptiu de Varus i cap dels queruscs
- Jeanne Goursaud com a Thusnelda, filla de Segestes
- David Schütter com a Folkwin Wolfspeer
- Bernhard Schütz com a Segestes, cap dels queruscs
- Nicki von Tempelhoff com a Segimer, pare d'Armini
- Ronald Zehrfeld com a Berulf
- Eva Verena Müller com a Irmina
- Nikolai Kinski com a Pelagios
- Valerio Morigi com a Metellus
- Gaetano Aronica com a Publius Quinctilius Varus
- Urs Rechn com a Kunolf, cap dels brúcters
- Mathis Landwehr com a Eigil
- Jeremy Miliker com a Ansgar
- Sergej Onopko com a Hadgan
- Matthias Weidenhöfer com a Golmad
- Florian Schmidtke com a Talio
- Denis Schmidt com a Rurik
- Sophie Rois com a Seeress Runa
- Arved Birnbaum com a Albarich

## Episodis
Primera temporada
| Núm. d'història | Episodi | Títol            | Direcció          | Guió                                              | Data d'estrena       |  |
| --------------- | ------- | ---------------- | ----------------- | ------------------------------------------------- | -------------------- |  |
| 1               | 1       | "Wolf and Eagle" | Barbara Eder      | Jan Martin Scharf, Arne Nolting, Andreas Heckmann | 23 d'octubre de 2020 |  |
|                 |         |                  |                   |                                                   |                      |  |
| 2               | 2       | "Vengeance"      | Barbara Eder      | Jan Martin Scharf, Arne Nolting, Andreas Heckmann | 23 d'octubre de 2020 |  |
|                 |         |                  |                   |                                                   |                      |  |
| 3               | 3       | "On the Edge"    | Barbara Eder      | Jan Martin Scharf, Arne Nolting, Andreas Heckmann | 23 d'octubre de 2020 |  |
|                 |         |                  |                   |                                                   |                      |  |
| 4               | 4       | "A New Reik"     | Barbara Eder      | Jan Martin Scharf, Arne Nolting, Andreas Heckmann | 23 d'octubre de 2020 |  |
|                 |         |                  |                   |                                                   |                      |  |
| 5               | 5       | "Treason"        | Stephen St. Leger | Jan Martin Scharf, Arne Nolting, Andreas Heckmann | 23 d'octubre de 2020 |  |
|                 |         |                  |                   |                                                   |                      |  |
| 6               | 6       | "The Battle"     | Stephen St. Leger | Jan Martin Scharf, Arne Nolting, Andreas Heckmann | 23 d'octubre de 2020 |  |
|                 |         |                  |                   |                                                   |                      |  |

Segona temporada
| Núm. d'història | Episodi | Títol         | Direcció          | Guió                                   | Data d'estrena       |  |
| --------------- | ------- | ------------- | ----------------- | -------------------------------------- | -------------------- |  |
| 7               | 1       | "New Legions" | Stefan Ruzowitzky | Katrin Milhahn, Antonia Rothe-Liermann | 21 d'octubre de 2022 |  |
|                 |         |               |                   |                                        |                      |  |
| 8               | 2       | "Captured"    | Stefan Ruzowitzky | Katrin Milhahn, Antonia Rothe-Liermann | 21 d'octubre de 2022 |  |
|                 |         |               |                   |                                        |                      |  |
| 9               | 3       | "Fathers"     | Stefan Ruzowitzky | Jason George                           | 21 d'octubre de 2022 |  |
|                 |         |               |                   |                                        |                      |  |
| 10              | 4       | "The Oath"    | Lennart Ruff      | Kseniya Melnik                         | 21 d'octubre de 2022 |  |
|                 |         |               |                   |                                        |                      |  |
| 11              | 5       | "Doomed"      | Lennart Ruff      | Jason George, Kseniya Melnik           | 21 d'octubre de 2022 |  |
|                 |         |               |                   |                                        |                      |  |
| 12              | 6       | "The Price"   | Stefan Ruzowitzky | Jason George                           | 21 d'octubre de 2022 |  |
|                 |         |               |                   |                                        |                      |  |

## Producció
La sèrie va ser produïda per l'alemanya Gaumont GmbH, una filial de la francesa Gaumont. La filmació va tenir lloc a Budapest i a diferents llocs d'Hongria del 12 d'agost al 30 de novembre de 2019.